# Ангуран (приток Шапкиной)
Ангуран (Анзуран) — река в России, течёт через Усть-Цилемский район Республики Коми. Устье реки находится в 102 км по левому берегу Шапкиной. Длина реки составляет 12 км.
Около устья пересекает озеро Язею.

## Данные водного реестра
По данным государственного водного реестра России, относится к Двинско-Печорскому бассейновому округу, водохозяйственный участок реки — Печора от водомерного поста Усть-Цильма и до устья, речной подбассейн реки — бассейны притоков Печоры ниже впадения Усы. Речной бассейн реки — Печора.
Код объекта в государственном водном реестре — 03050300212103000082462.